# Пелопонес (тема)
Вижте пояснителната страница за други значения на Пелопонес.
Пелопонес (на гръцки: Θέμα Πελοποννήσου) е една от византийските военноадминистративни единици – теми на Балканския полуостров.
Темата е образувана в 800 г. посредством отделянето и обособяването ѝ от друга съществуваща тема – Елада. Средището ѝ било в Коринт. Пръв неин стратег се явил Лъв Склир.  Интересен факт бил този, че стратегът на Пелопонес бил пръв в йерархията на византийските западни (европейски) теми. 
Темата е сформирана с цел отразяване пиратските набези на Критския емират от една външна страна, и от друга вътрешна - с цел подчиняването на пелопонеските славяни езерци и милинги, които водели самостоятелен и обособен свой живот във вътрешността на полуострова и не се подчинявали на византийския универсум. Византийското възвръщане на Крит в 961 г. до голяма степен обезсмислило съществуването на тази отделна от Елада тема, въпреки че именно то довело до нейния по-сетнешен просперитет. От края на 10 век темата се разглежда отново като обща със съседна Елада. В края на 11 век я ръководел велик дука, докато администрацията ѝ била подчинена на отделен претор. През 12 век темата Пелопонес, със съседната Елада, се поделяла на обособени ории, хартуларати и епискепсеи.
В 1205 г. на територията ѝ възникнало Ахейско княжество.